# 李聚奎
李聚奎（1904年12月31日—1995年6月25日），原名李新喜，中国湖南安化县兰田（今属涟源）西坪村人，中国人民解放军开国上将之一。
李聚奎参加平江起义，红军时期历任红五军排长、中队长、大队长，红三军第三纵队支队长，第九师二十七团团长、师长，红一军团第一师师长，红四方面军第三十一军参谋长。参加长征。抗日战争时期，任八路军129师386旅参谋长，抗日先遣纵队司令员兼政治委员，决死第一纵队副司令员、旅长兼太岳军区第一军分区司令员。第二次国共内战时期，任冀热辽军区参谋长，军事调处执行部中共代表团执行处副处长，西满军区参谋长，东北军区后勤部参谋长兼西线后勤司令员、政治委员，第四野战军后勤部第二部长。中华人民共和国成立后，任东北军区后勤部部长兼政治委员，中国人民解放军后勤学院院长，中华人民共和国石油工业部部长，中国人民解放军总后勤部政治委员，高等军事学院院长，后勤学院政治委员，中共中央军委顾问。

## 生平

### 早年经历
幼年读过两年私塾，10岁起开始干农活。1926年，李加入国民革命军唐生智部工兵营，后随部参加北伐。1928年，李跟随彭德怀参加平江起义，任红五军十三师七团班长、排长，同年8月加入中国共产党。1929年任红五军中队长。红四军主力向赣南出击后，李聚奎随红五军留守井冈山，参加第三次反会剿作战。突围时，带领中队抢占有利地形坚守四昼夜，掩护五军主力顺利撤离。1929年夏，任五5军第四纵队八大队大队长。1930年1月，他随黄公略到永新，参加组建红六军，先后任第三纵队代理纵队长、第四大队大队长、红三军第9支队支队长、第9师27团团长。在中央苏区第二次反围剿战争中，曾带领传令班乘夜间国军混乱之际，抓获100余俘虏。
1931年中央苏区第三次反围剿战争后，李聚奎历任红8师、红7师、红9师师长。在中央苏区第四次反围剿战争中，率红9师直插大龙坪，以极小代价全歼国军52师师部和1个团，俘师长李明。1933年，中央红军整编后，任红一军团一师师长，参与历次反围剿战争，并荣获二等红星奖章。1934年，李聚奎参加长征，率红1师先后参加强渡乌江、攻占遵义、四渡赤水、强渡大渡河和占领芦山城等战役战斗。1935年6月红一方面军和红四方面军在懋功会师后，调任红四方面军红三十一军参谋长。1936年，调任红九军参谋长，参与西路军作战。1937年2月，西路军失败后，只身一人千里行乞返回延安。

### 抗日战争与第二次国共内战时期
1937年抗日战争爆发，李被任命为八路军129师386旅参谋长，赴山西参战。参与长生口战斗、神头岭战斗、响堂铺战斗、晋东南反九路围攻战役。1938年，李聚奎任129师青年抗日游击纵队政治委员，改造投奔八路军的段海洲部。后任鲁西北先遣纵队司令员兼政治委员，指挥莘县战斗，在鲁西北开辟根据地。1940年，李聚奎任山西青年抗敌决死队第一纵队副司令员，参与百团大战。1942年，决死队1纵队改称1旅，任旅长兼太岳军区第一军分区司令员，参与沁源围困战。1944年，李被调回延安，入中共中央党校学习。
抗战胜利后，李聚奎任冀热辽军区参谋长，指挥古北口保卫战。1946年1月，任北平军事调处执行部执行处副处长，12月调东北。1947年初，任西满军区参谋长，参与三下江南战役和东北夏秋冬攻势作战。1948年4月任东北军区后勤部参谋长兼西线后勤司令员、政治委员，参与辽沈战役和平津战役的后勤保障工作。1949年，任第四野战军后勤部第二部长，参与组织四野南下的后勤保障工作。

### 中华人民共和国成立后
中华人民共和国成立后，任第四野战军、中南军区副参谋长。1950年7月任东北军区后勤部部长，负责中国人民志愿军的后勤工作。1952年，李奉命组建中国人民解放军后勤学院，6月任院长。1955年7月，在大授衔前夕，调任中华人民共和国石油工业部部长。1958年3月，李聚奎与余秋里对换职务，出任中国人民解放军总后方勤务部政治委员，7月被授予上将军衔。1966年4月，李担任中国人民解放军高等军事学院院长兼中共中央军委委员，后在“文化大革命”受迫害。1977年12月，李复出任后勤学院政委，1981年7月退休，任中央军委顾问兼中顾委委员。1989年，在六四事件中，李聚奎反对出动军队实行戒严。
李聚奎是中共第七、十二、十三次全国代表大会代表，中央军委委员，第二、三届国防委员会委员，第四、五届全国人民代表大会代表和常务委员会委员。1995年6月25日，李聚奎在北京去世。相传，李是红拳高手，并曾前往少林寺学艺。